# Kaghnut
Kaghnut (in armeno Կաղնուտ) è un comune di 109 abitanti (2010) della Provincia di Syunik in Armenia.